# 盖天说
盖天说是中国古代的一种宇宙学说。认为天像一个圆锅盖在大地之上，故名“盖天说”，與渾天說和宣夜說並稱為「論天三家」。
据《晋书·天文志》记载：“其言天似盖笠，地法覆槃，天地各中高外下。北极之下为天地之中，其地最高，而滂沲四，三光隐映，以为昼夜。天中高于外衡冬至日之所在六万里。北极下地高于外衡下地亦六万里，外衡高于北极下地二万里。天地隆高相从，日去地恒八万里。”
盖天说最早在西周时期已经出现，当时认为天尊地卑，天圆地方，认为“天圆如张盖，地方如棋局”，穹隆状的天覆盖在呈正方形的平直大地上。这是盖天说的雏形。后来在发展过程中也有几种不同的见解。由于圆盖形的天与正方形的大地边缘无法吻合。于是又有人提出，天并不与地相接，而是像一把大伞一样高高悬在大地之上，地的周边有八根柱子支撑着，天和地的形状犹如一座顶部为圆穹形的凉亭。共工怒触不周山和女娲补天的神话正是以此为依据的。到战国时期，对上述的盖天说开始发生怀疑，于是修改成“天似盖笠，地法覆槃”，就是说天好像斗笠那样是圆形的，地像是覆盖着倒放的盘子那样，并且认为北极位于天穹的中央，日月星辰绕之旋转不息。
到了西汉，仍然有人坚持这种说法。当时成书的《周髀算经》就是盖天说的代表作。
盖天说通常把日月星辰的出没解释为它们运行时远近距离变化所致，离远了就看不见，离近了就看见它们照耀。这种解释比较牵强。盖天说被越来越多的天文观测事实所否定。西汉的扬雄提出了难盖天八事，否定了盖天说。
但是，盖天说在中国古代仍然有一定影响力。晋朝的虞耸提出的穹天论是盖天说的沿袭和发展。南北朝时还出现了浑盖合一说。
还有一种观点：天道曰圓，地道曰方。天圆地方，指的是道，不是形状。
用“化圆为方”这种观点看，天地根本就不在一个纬度上。

## 参看
- 地心说
- 日心说
- 银心说

- 橋本敬造著，王仲濤譯：《中國占星術的世界》（北京：商務印書館，2012）。